# Лустенбергер, Фабиан
Фабиа́н Лустенбе́ргер (нем. Fabian Lustenberger; 2 мая 1988, Небикон, Швейцария) — швейцарский футболист, защитник.

## Карьера
Уже в первом сезоне, который Лустенбергер проводил в «Люцерне», он завоевал место в стартовом составе, благодаря доверию главного тренера команды Чириако Сфорцы.
В августе 2007 года Лустенбергер перешёл в немецкую «Герту» за 1,5 млн евро. За первый сезон в Германии он сыграл 24 игры. Лустенбергер забил свой первый гол в Бундеслиге в декабре 2007 года. Лустенбергер регулярно выходил на поле в Бундеслиге и не покинул команду даже тогда, когда она вылетела во Вторую Бундеслигу. Во время межсезонья летом 2010 года Лустенбергер получил травму и выбыл на 4 месяца.
В мае 2010 года Лустенбергер продлил контракт с «Гертой» до 2014 года.

## Личная жизнь
Брат Фабиана, Симон, также является профессиональным футболистом и числится в резервном составе клуба «Люцерн».
Фабиан Лустенбергер не имеет родственных отношений с бывшим партнёром по «Люцерну» Клаудио Лустенбергером.